# 奧羅拉 (加利福尼亞州斯坦尼斯洛斯縣)
奧羅拉（英語：Aurora）是位於美國加利福尼亞州斯坦尼斯洛斯縣的一個非建制地區。該地的面積和人口皆未知。

## 地理
奧羅拉的座標為37°39′36″N 121°00′10″W / 37.66000°N 121.00278°W，而該地的平均海拔高度為27米（即89英尺）。